# ن
‎（阿拉伯语：‎）是阿拉伯字母中的第25個字母，屬於太陽字母。

## 概要

### 字源
源於腓尼基字母𐤍，與希伯來字母「נ」、希臘字母的「Ν」、拉丁字母的「N」和西里爾字母的「Н」同源。

### 讀音
在現代標準阿拉伯語中發音為齒齦鼻音/n/。

### 字體變化
依據字母在詞語位置的不同，其書寫形式也會有所變化：
| 在词语中的位置：        | 独立 | 尾部 | 中部 | 首部 |
| ----------------------- | ---- | ---- | ---- | ---- |
| 誊抄体： （显示异常？） | ن‎    | ـن‎   | ـنـ‎  | نـ‎   |
| 波斯体： （显示异常？） | ن‬    | ـن‬   | ـنـ‬  | نـ‬   |